# Tom Welling
Thomas "Tom" Joseph Welling (Putnam Valley, 26 de abril de 1977) é um ator, diretor, produtor e ex-modelo norte-americano que ficou conhecido por protagonizar a série Smallville. Em uma década no papel do jovem Clark Kent, foi indicado a vários prêmios e também teve a oportunidade de ser diretor e produtor executivo de vários episódios.
No cinema, destacou-se por co-protagonizar a comédia Cheaper by the Dozen e sua continuação, Cheaper by the Dozen 2, bem como por protagonizar o terror The Fog.

## Biografia
Nascido em Putnam Valley no Condado de Putnam, Tom Welling tem ascendência irlandesa e alemã, além de fazer parte dos nativos americanos. A família Welling é composta por mais cinco pessoas, as irmãs mais velhas Rebecca e Jamie, o irmão mais novo e também ator Mark, e seus pais Bonnie e Sr. Tom, uma dona de casa que dedicou-se exclusivamente ao acompanhamento dos filhos e um executivo aposentado da General Motors. O trabalho do Sr. Welling exigia que a família vivesse se mudando para diferentes lugares dos EUA, eles saíram de Putnam Valley e foram para Janesville. Em seguida, se mudaram para Hockessin, até que finalmente se estabeleceram em Okemos. Tom estava no início do ensino médio, então transferiu-se da Salesianum School para a Okemos High School. Ele era um aluno mediano e preferia ser ativo em alguns esportes de equipe, incluindo beisebol, basquete e futebol como goleiro. Formou-se na Okemos High School em 1995, excluindo a hipótese de fazer faculdade. Depois dos estudos, escolheu pegar no pesado e trabalhar como operário de construção, continuando a viver com seus pais.
Foi casado com a modelo Jamie White durante 13 anos, eles se conheceram em 1998. O casamento aconteceu em julho de 2002, na ilha Martha's Vineyard, nos EUA, em uma cerimônia pequena. O casal não teve filhos e viveram por muito tempo em Vancouver, onde Smallville era filmada. Quando a série chegou ao fim, em 2011, eles se mudaram para Los Angeles. No dia 16 de outubro de 2013, a corte superior de Los Angeles recebeu o pedido de divórcio por Jamie, alegando diferenças irreconciliáveis, ela também alegou estar precisando da pensão do ex-marido. De acordo com os documentos, o casal estaria separado desde dezembro de 2012.
Tom é muito reservado e não gosta de entrevistas. “Eu não quero ser uma celebridade por causa de ser uma celebridade. Eu quero trabalhar e depois ir para casa e viver em particular”.
Em fevereiro de 2018, a produtora de televisão australiana Jessica Rose Lee anunciou em seu Instagram o noivado com Tom. O primeiro filho do casal, Thomson Wylde Welling, nasceu no dia 5 de janeiro de 2019. Já o segundo filho, Rocklin Von, nasceu no dia 7 de junho de 2021.
Em 26 de janeiro de 2025, Tom foi preso em Yreka, na Califórnia, por dirigir sob efeito de álcool mas foi liberado da custódia horas depois.

## Carreira como modelo
Num dia de primavera em 1997, ele e alguns amigos pegaram um avião e voaram para um período de férias em Nantucket. Enquanto estavam em um bar, a beleza de Tom chamou a atenção de um olheiro do fotógrafo Bruce Weber, que o convidou para fazer um catálogo da Abercrombie & Fitch. Ele voltou para casa em Okemos para considerar a oferta, depois seguiu para o Lago George para fotografar. Era o início de uma carreira como modelo e suas fotos foram publicadas na Abercrombie & Fitch Natal Quarterly. Ainda em 1997, saiu da casa de seus pais e se mudou para Manhattan, onde modelou esporadicamente durante os próximos dois anos, fazendo campanhas para marcas famosas como Abercrombie & Fitch e Calvin Klein. Ele também desfilou para a Louisa Models, pegando os trabalhos a partir de escritórios e modelando para a agência na Europa.
Em uma dessas seções de fotos, conheceu sua "ex" futura esposa Jamie White numa cafeteria em Miami, ela também trabalhava como modelo. Na época de modelo, também em um de seus trabalhos, conheceu Ashton Kutcher e eles se tornaram amigos. Ashton começou a atuar nos filmes em 2000.
Tom não estava bem na modelagem, ele afirma: “Para mim, não é um trabalho muito expressivo. É realmente baseado unicamente no que é o lado de fora. Eu não achei que modelar estava cumprindo em tudo. Acho que atuar é muito mais gratificante. Você pode ser muito mais expressivo e você pode mostrar muito mais do que você é. No final do dia, eu sinto como se tivesse criado alguma coisa”.
Com o incentivo da família e dos amigos, mais a ajuda de contatos que ele fez durante seu tempo na profissão, mudou-se para Los Angeles em janeiro de 2000, com o objetivo de se tornar um ator. Até então, só teve contato com a atuação em peças da escola, entre elas, uma montagem de Some Like It Hot na qual interpretou Joseph, que na história se veste de mulher para poder se infiltrar em uma banda feminina, enquanto foge da máfia. Começou a ir em audições de atuação e aparecer em vários comerciais, como também em um videoclipe da cantora Angela Vita.
Após largar a modelagem, passou a fazer trabalhos apenas ocasionalmente. Em 2008, fotografou para a Vogue Rússia, junto com a modelo Maryna Linchuk.

## Carreira como ator
Em 2001, conseguiu seu primeiro grande papel como ator, interpretando recorrentemente o professor de karatê Rob Meltzer, conhecido como “Karatê Rob”, um interesse amoroso mais jovem da personagem de Amy Brenneman na série A Juíza da CBS. Tom assinou originalmente um contrato para atuar em três episódios, mas depois de receberem as resenhas dos usuários entusiastas, os produtores o quiseram em mais três. No mesmo ano, teve pequenas participações em outras duas séries televisivas: Special Unit 2 da UPN e Undeclared da FOX.
Em 2003, interpretou Charlie Baker no filme Cheaper by the Dozen, remake do filme homônimo de 1950. Charlie é um jovem convencido que sempre tenta impressionar as garotas, filho homem mais velho de doze crianças do casal Baker, interpretados por Steve Martin e Bonnie Hunt.
Em 2005, protagonizou o filme de terror The Fog como Nick Castle, um remake do filme homônimo de 1980. No mesmo ano, deu continuação ao papel de Charlie no filme Cheaper by the Dozen 2.
Em 2013, interpretou Roy Kellerman no filme Parkland. A história é baseada no livro de Vincent Bugliosi, o “Reclaiming History: The Assassination of President John F. Kennedy”, que tem foco nos eventos caóticos ocorridos no Parkland Memorial Hospital, onde o presidente JFK foi levado após ser baleado em 22 de novembro de 1963. Roy é um dos agentes do serviço secreto que serviam JFK, ele entrou em desespero para tentar salva-lo.
Em 2014, interpretou Brian Drew no filme Draft Day, um quarterback veterano cuja carreira está em uma encruzilhada.
Atualmente esta interpretando o tenente de policia Marcus Pierce na série Lucifer. (2017)

### Smallville
Durante meses a partir de outubro de 2000, os produtores Alfred Gough e Miles Millar tiveram uma dedicação especial para encontrar o ator que interpretaria o jovem Clark Kent. Entre dezenas de audições e materiais recebidos dos candidatos, eles se interessaram pelo perfil de Tom. Curiosamente, Tom foi chamado para fazer o teste duas vezes, mas recusou o papel principal. Os motivos seriam: Medo de não ser bom o suficiente para o papel, saber que o personagem tranca os atores na memória do público, e principalmente porque sentiu que seria um show estúpido e coxo, levando em consideração que não apresentavam o roteiro completo, o que lhe deu a impressão de que o show seria algo como “Superman na escola”, coisa que ele não estava interessado, assim como o seu agente. Após o diretor do episódio piloto David Nutter ver uma foto de Tom, decidiu entrar em contato com o agente dele, oferecendo um teste com todas as informações que ele quisesse saber. Tom foi convencido e aceitou fazer a audição, era da cena no cemitério com Kristin Kreuk (a primeira contratada do elenco), ele adorou o roteiro e a grande produção. No caminho para casa depois de ter feito a audição final, parou num posto de gasolina e ligou de um telefone público para seu agente. Ele ficou chocado quando escutou vozes dizendo que tinha conseguido o papel, pois o agente já teria sido informado. Com tamanha felicidade, Tom ficou gritando perto da estrada.
Assim como Christopher Reeve (de quem Tom é fã), ele nunca ligou muito para o Superman antes de ser lançado como Clark Kent. De fato, continua a não ler os quadrinhos do herói.

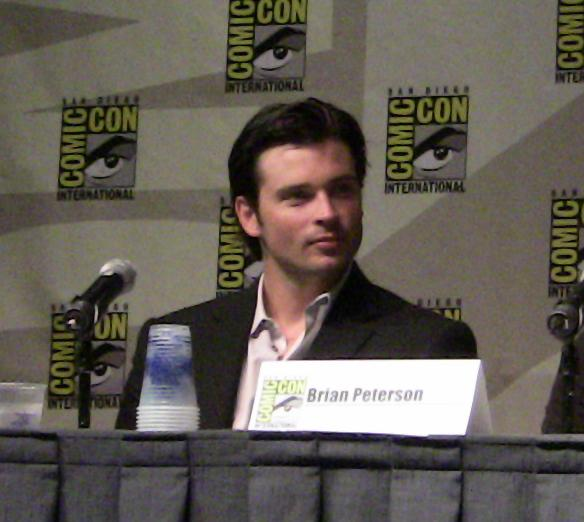
Welling em 2009

Para desenvolver o projeto, a Tollin/Robbins Productions em parceria com a Warner, contatou a dupla de roteiristas Alfred Gough e Miles Millar, que decidiram concentrar a história na juventude e vida pessoal de Clark Kent, em seu processo emocional e psicológico de se tornar um adulto, tendo como carga extra a informação de que nasceu em outro planeta e é dotado de superpoderes. “É sobre a viagem que leva Clark Kent de Smallville para Metrópolis, de Clark Kent para Superman. A figura do Superman começa e continua no último episódio da atração.”
Oferecido aos canais WB e FOX, o projeto ficou com o primeiro, que encomendou a produção de 13 episódios para sua primeira temporada. Filmada em Vancouver, a série estreou nos EUA no dia 16 de outubro de 2001, registrando a média de 8.40 milhões de telespectadores e tornando-se a maior audiência do canal até aquele momento. Tom foi citado pela revista People como um dos “Stars Breakthrough de 2001.”
Com o tempo, sempre que renovada, permanecia com uma audiência média de 4 a 5 milhões de telespectadores por temporada. Mas, em 2006, ocorreu a junção entre o WB e a UPN, que fez surgir um novo canal americano, a The CW, destinada exclusivamente para o público alvo da faixa etária entre 18 e 34 anos. Com a mudança, o canal perdeu várias das retransmissoras do WB e da UPN, reduzindo seu alcance no território americano. Nesse meio tempo, a internet ganhou espaço, afastando o público alvo da televisão. Com isso, Smallville perdeu audiência na TV. Ao longo das cinco temporadas produzidas para a The CW, a série registrou queda contínua em sua audiência média, passando de 4 milhões para 2.7 milhões de telespectadores até a última temporada.
O último episódio foi ao ar no dia 13 de maio de 2011, após uma década e dez temporadas, que trouxeram o personagem icônico para a vida de toda uma nova geração.
Em 2019, Tom Welling voltou a interpretar o personagem no crossover do Arrowverse, "Crise nas Infinitas Terras". Ele apareceu no Episódio "Crise nas Infinitas Terras: Parte 2" pela série de Batwoman.

## Filmografia

### Televisão
| Ano       | Título          | Papel              | Notas                                                            |
| --------- | --------------- | ------------------ | ---------------------------------------------------------------- |
| 2001–2011 | Smallville      | Clark Kent         | Protagonista                                                     |
| 2001      | Undeclared      | Tom                | Episódio 01                                                      |
| 2001      | Special Unit 2  | Vítima Homem       | Temporada 01, episódio 06                                        |
| 2001      | A Juíza         | Rob Meltzer        | Temporada 02, episódios 09, 10, 11, 15, 16 e 19                  |
| 2017      | Lucifer         | Marcus Pierce/Caim | Temporada 03                                                     |
| 2019      | Batwoman        | Clark Kent         | Temporada 01, episódio 09: "Crise nas Infinitas Terras: Parte 2" |
| 2020      | Professionals   | Vincent Corbo      | 10 episódios                                                     |
| 2022      | The Winchesters | Samuel Campbell    | 2 episódios                                                      |

### Cinema
| Ano  | Título                 | Papel                      | Notas                                               |
| ---- | ---------------------- | -------------------------- | --------------------------------------------------- |
| 2000 | Picture Perfect        | O interesse amoroso de Via | Videoclipe da cantora Angela Via[carece de fontes?] |
| 2003 | Cheaper by the Dozen   | Charlie Baker              |                                                     |
| 2005 | The Fog                | Nick Castle                |                                                     |
| 2005 | Cheaper by the Dozen 2 | Charlie Baker              |                                                     |
| 2013 | Parkland               | Roy Kellerman              |                                                     |
| 2014 | Draft Day              | Brian Drew                 |                                                     |
| 2016 | The Choice             | Ryan McCarthy              | Adaptação do livro homônimo de Nicholas Sparks      |

### Créditos como diretor e produtor
| Ano       | Título     | Notas |
| --------- | ---------- | --- |
| 2010–2011 | Hellcats   | Produtor executivo de 18 dos 22 episódios da série / Primeiro projeto de sua empresa Tom Welling Productions                              |
| 2010–2011 | Smallville | Produtor executivo de todos os episódios da Temporada 10                                                                                  |
| 2009–2010 | Smallville | Co-Produtor executivo de todos os episódios da Temporada 9                                                                                |
| 2006–2011 | Smallville | Diretor dos episódios: 18 (Temporada 5) / 10 (Temporada 6) / 18 (Temporada 7) / 21 (Temporada 8) / 11 (Temporada 9) / 9-18 (Temporada 10) |

## Prêmios e indicações
| Ano  | Prêmio             | Categoria                                      | Trabalho indicado    | Resultado |
| ---- | ------------------ | ---------------------------------------------- | -------------------- | --------- |
| 2011 | Scream Awards      | Melhor Herói                                   | Smallville           | Indicado  |
| 2011 | Teen Choice Awards | Escolha Ator de TV: Ficção científica/Fantasia | Smallville           | Indicado  |
| 2010 | Scream Awards      | Melhor Herói                                   | Smallville           | Indicado  |
| 2010 | Teen Choice Awards | Escolha Ator de TV: Ficção científica/Fantasia | Smallville           | Indicado  |
| 2009 | Teen Choice Awards | Escolha Ator de TV: Ação Aventura              | Smallville           | Vencedor  |
| 2008 | Teen Choice Awards | Escolha Ator de TV: Ação Aventura              | Smallville           | Indicado  |
| 2008 | Teen Choice Awards | TV - Escolha de Ator: Drama/Ação Aventura      | Smallville           | Indicado  |
| 2008 | Teen Choice Awards | TV - Escolha de Química (com Kristin Kreuk)    | Smallville           | Indicado  |
| 2008 | Saturn Award       | Melhor Ator de Televisão                       | Smallville           | Indicado  |
| 2005 | Teen Choice Awards | Escolha Ator de TV: Drama                      | Smallville           | Indicado  |
| 2005 | Saturn Award       | Melhor Ator de Televisão                       | Smallville           | Indicado  |
| 2004 | Teen Choice Awards | Escolha Ator de TV - Drama/Ação Aventura       | Smallville           | Indicado  |
| 2004 | Teen Choice Awards | Escolha Breakout Estrela de Cinema - Masculino | Cheaper by the Dozen | Indicado  |
| 2004 | Saturn Award       | Melhor Ator em Série de Televisão              | Smallville           | Indicado  |
| 2003 | Teen Choice Awards | Escolha Ator de TV - Drama/Ação Aventura       | Smallville           | Indicado  |
| 2003 | Saturn Award       | Melhor Ator em Série de Televisão              | Smallville           | Indicado  |
| 2002 | Teen Choice Awards | TV - Escolha Breakout Star, Masculino          | Smallville           | Vencedor  |
| 2002 | Teen Choice Awards | TV - Escolha de Ator, Drama                    | Smallville           | Indicado  |